# Rolf Salo
Rolf Salo (* 1950 in Hamburg) ist ein deutscher Unternehmer und ehemaliger Politiker der FDP.

## Leben
Nach einem Studium der Soziologie und Volkswirtschaft arbeitete Rolf Salo als Geschäftsführer in der Textilindustrie. Seit 1991 leitet er die Firmengruppe Salo Holding AG, die sich unter anderem mit Arbeitsmarktdienstleistungen beschäftigt.

## Politik
Salo ist seit 2002 Mitglied der FDP im Bezirksverband Hamburg-Mitte. Er führte von 2009 bis 2012 den FDP-Landesverband Hamburg und war in dieser Funktion zugleich Beisitzer im FDP-Bundesvorstand.